# Voyage de Charles de Gaulle en Amérique du Sud
Vous lisez un « bon article » labellisé en 2021.

Carte du voyage de Charles De Gaulle en Amérique du Sud en 1964.

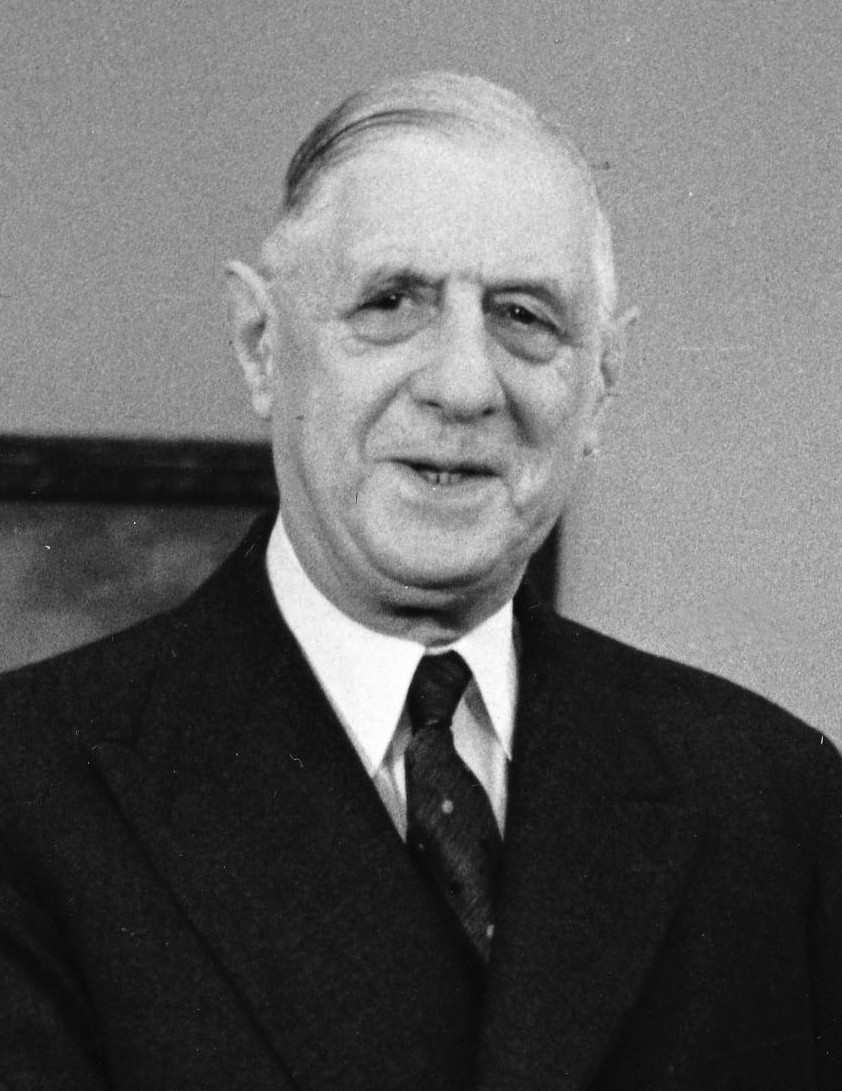
Charles de Gaulle, ici en 1963, entend après l'indépendance de l'Algérie, effective en 1962, tourner la page de l'Empire colonial et renforcer la coopération française à l'étranger, notamment en Amérique du Sud.

Le voyage de Charles de Gaulle en Amérique du Sud est une série de visites d'État effectuées par le premier président de la Ve République française en Amérique du Sud entre le 21 septembre et le 16 octobre 1964. Durant ce déplacement de trois semaines et 32 000 km, le plus long effectué par Charles de Gaulle, il visite le Venezuela, la Colombie, l'Équateur, le Pérou, la Bolivie, le Chili, l'Argentine, le Paraguay, l'Uruguay et le Brésil.
Ce voyage est motivé par la volonté du président français de tourner la page de la décolonisation après la fin de la guerre d'Algérie en 1962 et de poursuivre sa « politique de grandeur » en mettant l'accent sur la coopération, notamment en resserrant les liens entre la France et l'Amérique latine. L'opération fait l'objet d'une préparation minutieuse par le Quai d'Orsay et les ambassades françaises des pays concernés. Le voyage est précédé d'une visite au Mexique, du 16 au 19 mars 1964, au cours de laquelle de Gaulle lance son célèbre « Marchemos la mano en la mano ». De Gaulle, accompagné d'une délégation française, transite d'un pays à l'autre en Caravelle. Par deux reprises, il voyage aussi à bord du croiseur Colbert.   
La visite du chef d'État français suscite un véritable engouement dans les pays traversés. L'« homme du 18 Juin » est précédé de son aura de chef de la France libre et sait se gagner les faveurs des foules, notamment par ses allocutions en espagnol. Cependant, plusieurs des thématiques qu'il développe dans ses discours ne sont pas bien reçues par certains pouvoirs en place, notamment sa critique de l'hyperpuissance américaine. Le bilan du voyage est finalement mitigé. Sur le plan de la communication, c'est un franc succès mais qui n'est pas suivi par beaucoup de traductions concrètes. En effet, la France reste un acteur mineur sur le plan économique en Amérique du Sud et la position des États-Unis dans la région n'est pas bousculée.

## Contexte

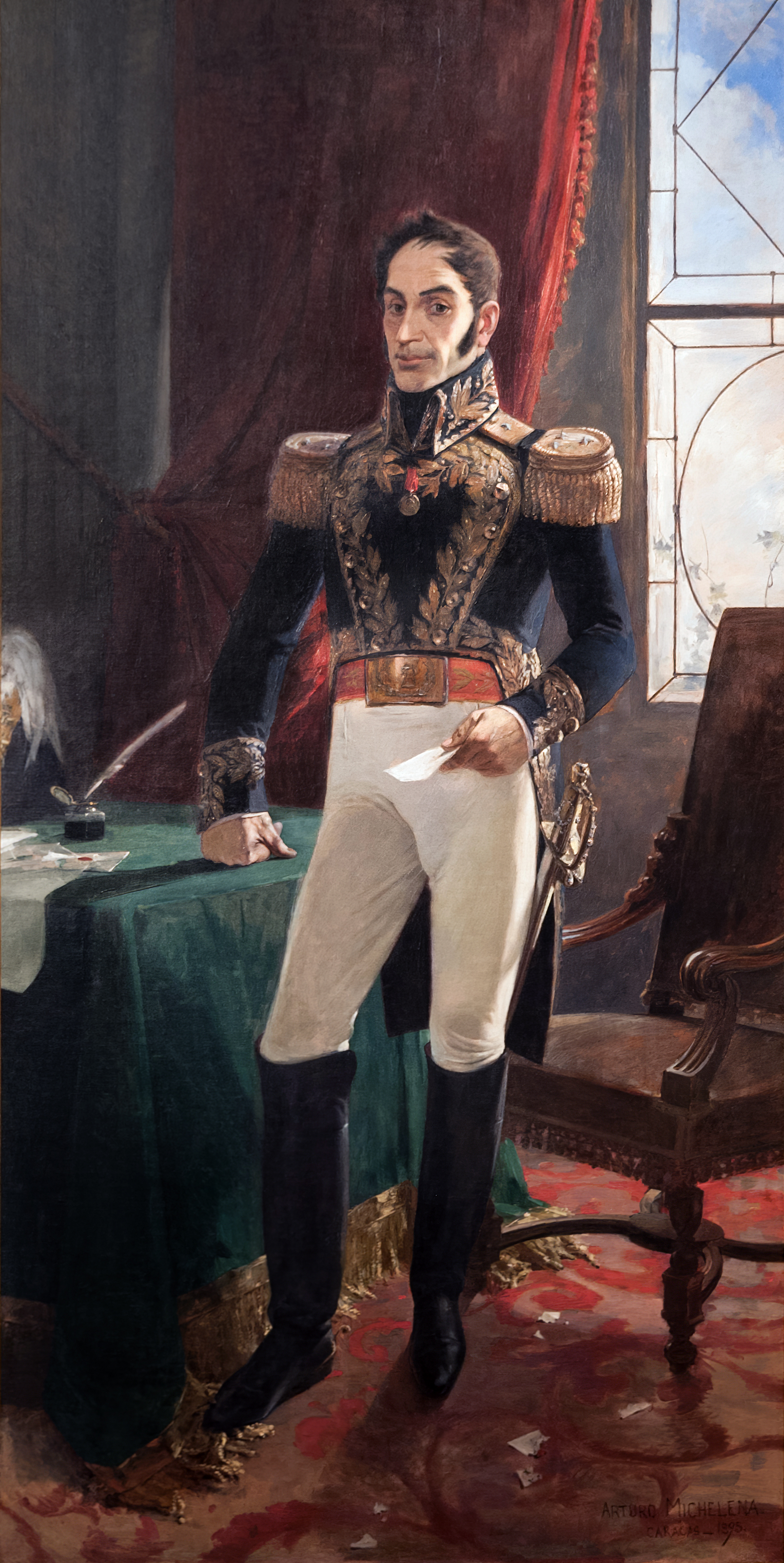
Simón Bolívar, figure emblématique des guerres d'indépendance hispano-américaines a séjourné à Paris et a été en contact direct avec les idées des Lumières et l'héritage de la Révolution. De Gaulle, l'homme du 18 Juin, El Libertador, comme il est lui-aussi appelé pendant son voyage, cite abondamment Bolívar dans ses discours.

La France jouit historiquement d'un important prestige en Amérique du Sud. Les grandes figures des guerres d'indépendance hispano-américaines, Bolívar, Sucre, Miranda, Artigas et San Martín ont été grandement influencées par les Lumières et la Révolution française. Lorsque la Seconde Guerre mondiale éclate, les élites sud-américaines vivent comme un véritable drame la défaite française. Près de 300 des 400 comités de soutien à la France libre existant dans le monde sont créés en Amérique latine, sous l'impulsion de Jacques Soustelle. Plusieurs intellectuels, Georges Bernanos, Roger Caillois ou encore Jules Supervielle trouvent refuge dans cette région du monde. Dans l'après-guerre, l’Union latine, fondée en 1954 et basée à Paris, sert à renforcer les liens culturels, de même que l’Institut des hautes études de l’Amérique latine (IHEAL) créé en 1956. Les élites sud-américaines viennent fréquemment compléter leur éducation en France ; c'est le cas d'Oscar Niemeyer, l'architecte de Brasilia, ou encore de Belaunde Terry et Castelo Branco, respectivement chefs d'État du Pérou et du Brésil, que de Gaulle rencontre pendant sa tournée diplomatique.
En 1964, la France a, pour l'essentiel, achevé sa décolonisation, ce qui améliore sa position diplomatique en Amérique latine où le sentiment anticolonial est puissant. De Gaulle entend dès lors ouvrir une nouvelle ère de coopération, non seulement avec les anciennes colonies françaises, mais à travers le monde. C'est dans cette optique qu'il établit le 27 janvier 1964 des relations diplomatiques avec la Chine populaire. Il précise dans une conférence de presse du 31 janvier 1964 ses objectifs en Amérique du Sud :

« L’entreprise dépasse le cadre africain et constitue en vérité une politique mondiale. Par cette voie, la France peut se porter vers d’autres pays qui, dans d’autres continents, sont plus ou moins largement en cours de développement, qui nous attirent d’instinct et de nature et qui, souhaitant  pour  leur  évolution  un  appui  qui  leur  soit  prêté  suivant  notre  esprit  et  notre 
manière, peuvent vouloir nous associer directement à leur progrès et, réciproquement, prendre part à tout ce qui est de la France. […] C’est de cela que nous comptons nous entretenir prochainement avec M. Lopez Mateos, président du Mexique, et plus tard sans doute avec les gouvernements des États d’Amérique du Sud à l’occasion des voyages que j’espère avoir l’honneur d’y faire »

La crise des missiles de Cuba d'octobre 1962 est encore dans les mémoires au moment de la visite française et le sentiment anti-américain est vif en Amérique du Sud, où l'influence de l'hyperpuissance se fait fortement sentir. Sur le plan économique, les États-Unis ont lancé en 1961 l'Alliance pour le progrès, un ambitieux programme d'aide au développement de l'Amérique latine. Ils n'hésitent pas non plus à intervenir pour soutenir des régimes susceptibles de les aider dans leur stratégie d'endiguement du communisme. C'est ainsi qu'ils appuient en mars 1964 le coup d'État militaire brésilien du maréchal Castelo Branco. Si de Gaulle soutient l'allié nord-américain lors de la crise des missiles, il se refuse à couper les relations diplomatiques avec Cuba ou a soutenir l'embargo de l'île. Dans ce contexte, il est apprécié en Amérique du Sud pour son indépendance affichée vis-à-vis des Américains et est particulièrement populaire dans les milieux où l'antiaméricanisme est virulent.

## Prélude mexicain

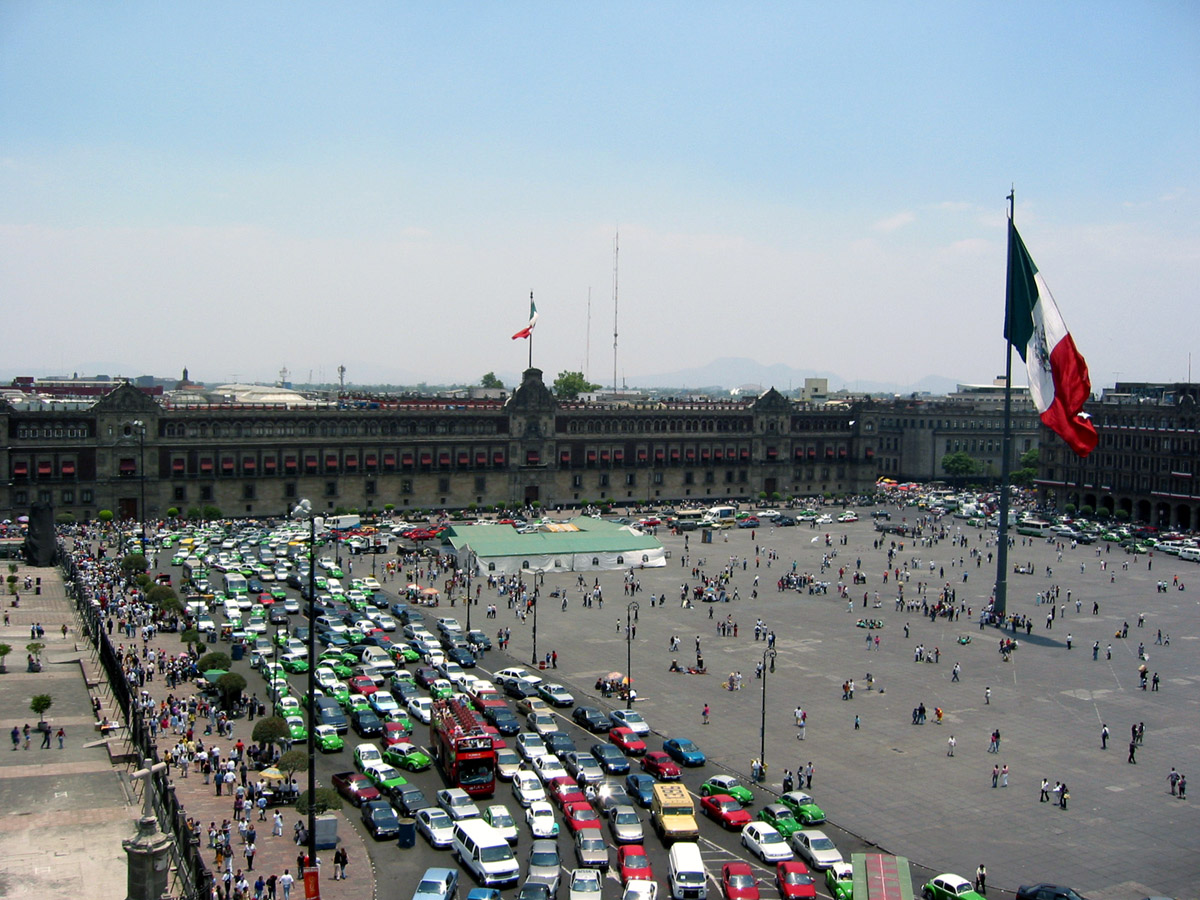
Depuis les balcons du Palais national de Mexico, de Gaulle lance à une foule de 300000 Mexicains réunis sur le Zócalo, la place de l'Indépendance, Marchemos la mano en la mano !.

Du 16 au 19 mars 1964, de Gaulle, invité par le président mexicain Adolfo Lopez Mateos, se rend au Mexique. En amont de la visite, l'ambassadeur de France restitue au Mexique trois drapeaux pris par Maximilien aux troupes de Juárez au cours des batailles de San Lorenzo, San Pablo del Monte et Valparaíso en 1863-1864 durant l'expédition du Mexique. Le voyage est annoncé de manière détournée le 5 mars par l'ORTF dans l'émission Bonne nuit les petits. Nounours y annonce son départ prochain pour le Mexique et prononce quelques mots en espagnol.  
De Gaulle arrive le 16 mars au Mexique à bord de son Boeing 707 via Pointe-à-Pitre, une courte escale à Mérida lui permet d'arriver à Mexico à bord de sa Caravelle. Il tient à se présenter auprès des autorités mexicaines dans un appareil français, geste qu'il renouvelle quand il se rend en Amérique du Sud. En préparation de l’événement, deux immenses portraits des présidents ont été placés sur la tour de la loterie nationale et les centrales ouvrières ont acheminé par camion 250 000 travailleurs formant une haie sur 8 km depuis l'aéroport jusqu'au centre de la capitale. Des avions lâchent sur la capitale mexicaine des milliers de tracts invitant la population à participer à l’événement. De Gaulle s'adresse, en espagnol, depuis le balcon du Palais national, aux 300 000 mexicains réunis sur le Zócalo. Il y conclut son discours par une phrase passée à la postérité :
« He aquí, pues, lo que el pueblo francés propone al pueblo mexicano: marchemos la mano en la mano. »
« Voici donc ce que le peuple français propose au peuple mexicain : Marchons la main dans la main ! »
Le discours ne suscite pas, sur le moment, « un enthousiasme délirant ». En revanche, sa venue à l'université de Mexico le 18 mars provoque un véritable engouement populaire ; il est « littéralement porté par des grappes d'étudiants hurlant son nom ».

## Préparatifs

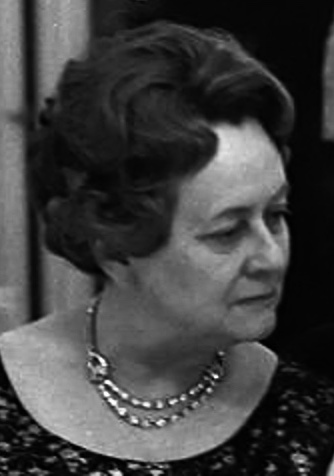
Yvonne de Gaulle accompagne son mari lors de son séjour en Amérique du Sud. Les voyages à l'étranger sont le seul aspect de son rôle de Première dame qu'elle apprécie. Un programme de visites spécifique est prévu pour elle. Quand cela est possible, elle visite des centres pour enfants handicapés. Sa timidité en fait une invitée difficile à recevoir.

Le voyage en Amérique du Sud est minutieusement préparé en amont par les services du protocole de l'Élysée et le ministère des Affaires étrangères. Le 3 juin 1964, de Gaulle réunit son ministre des Affaires étrangères Couve de Murville, le chef du protocole du Quai d'Orsay, le secrétaire général de l'Élysée Étienne Burin des Roziers et les dix ambassadeurs de France des pays qu'il va visiter. L'objectif est de dresser les grandes lignes du voyage à venir et de coordonner la liaison entre les différentes ambassades. La tâche est ardue car il faut concilier de nombreux paramètres, la durée des visites dans chaque pays, les transports, le protocole, la sécurité, l'hébergement, le choix des interprètes ou encore le programme spécifique de Yvonne de Gaulle,. Le climat et l'altitude font l'objet d'une attention particulière. Il est décidé de privilégier le mois de septembre pour éviter les grosses chaleurs. De manière à éviter les différentiels d'altitude élevés, il est prévu que de Gaulle enchaîne Bogota (2 640 m), Quito (2 850 m) puis Cochabamba (2 570 m) en Bolivie. La capitale du pays, La Paz (3 600 m) est en revanche écartée du programme car jugée trop élevée. En réalité, de Gaulle passe par Lima, la capitale péruvienne, située au niveau de la mer, avant d'aller en Bolivie.  
Le diplomate Gilbert Pérol, directeur du protocole et du service de presse effectue un voyage de repérage en juin-juillet 1964. Il remet à de Gaulle un dossier de préparation de plus de 1 000 pages, soit un classeur de 100 pages par pays. Chaque membre des différents gouvernements fait l'objet d'une biographie. Le programme de visite est défini à la minute près ainsi que le détail du protocole. Afin d'aider à la préparation des discours du président, les postes diplomatiques en Amérique du Sud font parvenir aux Affaires étrangères des listes de citations de figures latino-américaines. Une attention particulière est aussi portée à la traduction de ces discours, effectuée par un locuteur natif du pays où ils doivent être prononcés et non par un interprète du Quai d'Orsay.

## Suite présidentielle et aspects matériels du voyage

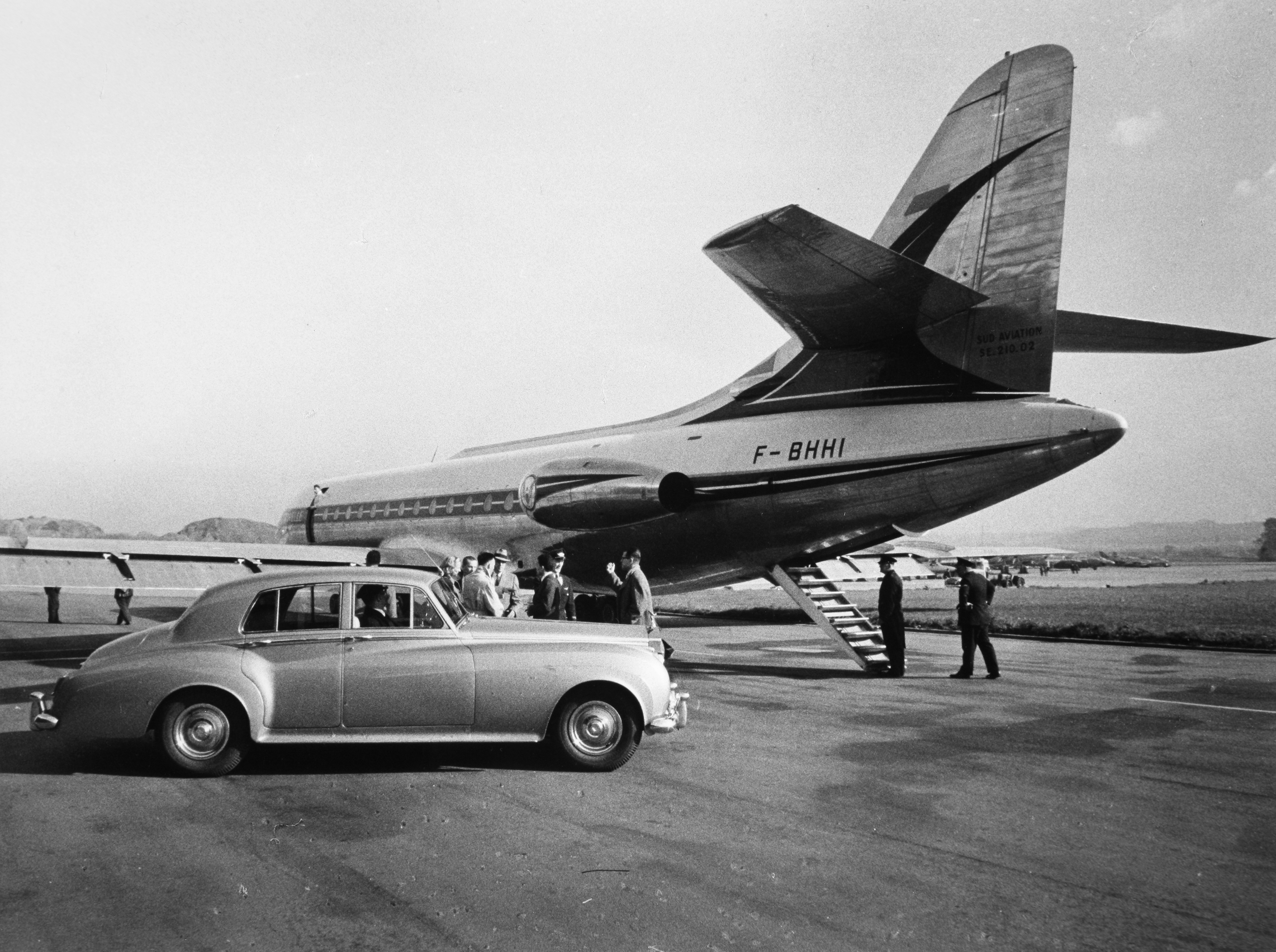
De Gaulle relie principalement les étapes de son périple sud-américain à bord de son avion présidentiel Caravelle.

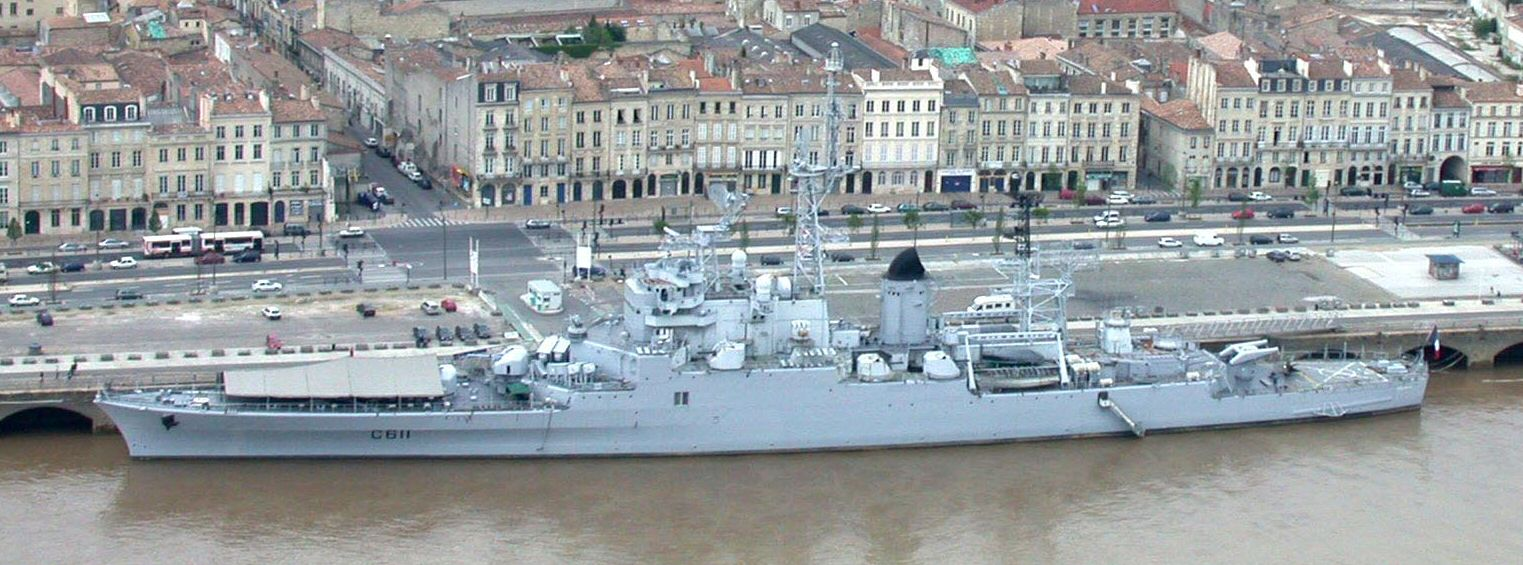
Entre Arica et Valparaiso au Chili, puis entre la capitale uruguayenne et Rio de Janeiro au Brésil, le président français navigue sur le croiseur Colbert. Juridiquement considéré comme territoire français, il peut à son bord signer lois et décrets.

De Gaulle tient à se présenter dans les pays qu'il visite à bord d'appareils français. Aussi, s'il franchit l'Atlantique à bord d'un long courrier Boeing 707, il transite par Pointe-à-Pitre en Guadeloupe de manière à pouvoir arriver en Amérique du Sud dans sa Caravelle présidentielle. Cet avion bi-réacteur court et moyen-courrier, produit par la société française Sud-Aviation a été spécialement aménagé pour le voyage. Un appareil Caravelle de secours, contenant bagages et pièces détachées, suit le premier. De Gaulle navigue aussi à bord du croiseur Colbert entre Arica et Valparaiso au Chili, puis de la capitale uruguayenne Montevideo à Rio de Janeiro au Brésil. Le navire étant juridiquement considéré comme un territoire français, le président peut y signer lois et décrets.
De Gaulle voyage avec son épouse, Yvonne. La suite présidentielle comprend 37 personnes, plusieurs sont chargés du protocole, dont deux aides de camp et deux interprètes. Quatre « gorilles » assurant la protection rapprochée du président sont aussi du voyage ainsi que son médecin personnel. Le président ayant été opéré de la prostate entre son voyage au Mexique et celui en Amérique du Sud, son état de santé est suivi de près. Le vice-amiral Jean Philippon, chef de l’État-major particulier du président, l'accompagne ainsi que Georges Galichon, son directeur de cabinet, qui effectue le voyage de Caracas jusqu’à l'Argentine tandis qu'Étienne Burin des Roziers, secrétaire général de la présidence, le relaie de Buenos Aires à Paris. Maurice Couve de Murville, ministre des Affaires étrangères, est le seul membre du gouvernement à accompagner de Gaulle. Celui-ci ne s'entoure que de militaires et hauts-fonctionnaires pour son voyage en Amérique. Aucun intellectuel ou homme d'affaires ne l'accompagne. 
La sécurité du président français fait l'objet d'une grande attention. Cette préoccupation s'inscrit dans un contexte double. L'assassinat du président Kennedy survenu le 22 novembre 1963 à Dallas a marqué les esprits. Par ailleurs l'OAS a cherché à abattre de Gaulle à plusieurs reprises, à Pont-sur-Seine en 1961, au Petit-Clamart en 1963 et encore le 14 août 1964, peu de temps avant le voyage, au Mont Faron près de Toulon, et ceci alors que plusieurs membres de l'OAS ont trouvé refuge en Amérique du Sud. L'état-major colombien signale ainsi la présence de Château-Jobert en Amérique du Sud ; le général Gardy et plusieurs de ses proches sont installés en Argentine. La sécurité du président est assurée par les pays invitants mais ceux-ci acceptent que sa sécurité rapprochée soit gérée par ses quatre gardes du corps et les deux responsables de l’Élysée accompagnant de Gaulle. Des listes d'activistes opposants à de Gaulle sont établies et transmises aux pays sud-américains. La plupart d'entre eux, tel Georges Bidault au Brésil, conscients du généreux droit d'asile qui leur a été octroyé, ne souhaitent pas compromettre leur situation en menant des actions hostiles à de Gaulle. Des précautions importantes sont néanmoins prises dans un continent où les pronunciamentos sont courants et où les oppositions politiques, guerillas communistes ou péronisme en Argentine, sont un danger. La presse souligne d'ailleurs les impressionnants dispositifs mis en place lors des visites.

## Discours
Le programme prévoit que le président prononce un ensemble de trente-neuf allocutions, dix « brèves allocutions », une dizaine de « toasts » et six discours publics. 
Conformément à ses habitudes lorsqu'il se déplace à l'étranger, de Gaulle tient à s'exprimer dans la langue du pays lors de ses visites en Amérique du Sud. Il utilise l'espagnol sous deux formes. D'une part en insérant dans ses discours aux pouvoirs exécutifs et législatifs locaux des citations de figures latino-américaines qui lui ont été transmises par les missions diplomatiques françaises. Il évoque ainsi « Asunción, la muy noble y muy ilustre » (« Asuncion, la très noble et la très illustre »), citation du poète paraguayen Eloy Fariña Núñez ou encore « La conquista del Perú por los Peruanos » (« la conquête du Pérou par les Péruviens ») slogan de son homologue péruvien Fernando Belaúnde Terry. Mais c'est surtout lorsqu'il s'adresse directement aux populations locales qu'il s'exprime en espagnol, manière pour lui de créer un contact direct. Il le fait dans sept des pays visités, ne s'exprimant en revanche pas en portugais devant la population brésilienne comme cela était prévu à l'origine. Ses interventions en espagnol ont un certain nombre de points communs. Elles débutent assez systématiquement par une interpellation exclamative : « Péruviens ! », « Mes amis boliviens ! » pour finir par un « Vive le Chili ! », « Vive la République argentine ! ». Il marque son respect en apportant le salut du pays qu'il incarne : « Je salue l’Équateur au nom de la France », « Par ma voix la France salue l'Argentine ». Il insiste sur la proximité de la France avec le pays qu'il visite : « La Bolivie comme la France… », exploite le registre de l'amitié, parfois à la limite de la déclaration d'amour « La France de la paix et du progrès aime et estime le Pérou » et souligne la valeur de ses hôtes, ainsi les Boliviens sont « un peuple fier, courageux, indépendant ». En privilégiant l'emploi de l'espagnol dans des prises de paroles brèves, par la simplicité des mots, le registre de l'émotion, les propos flatteurs, le recours à la répétition, de Gaulle réussit à marquer les esprits et à susciter l'adhésion.
Plusieurs thèmes sont récurrents dans ses discours. De Gaulle se positionne contre les « hégémonies ». Par ce terme, ce sont les deux superpuissances de la Guerre froide, l'URSS et les États-Unis, qu'il vise. Cependant, le président français prend garde de ne jamais les désigner nominativement. Cette position sur les hégémonies est assez proche de celle de l'ancien président argentin en exil Juan Perón sur une troisième voie, la « tercera posición », même si de Gaulle n'emploie jamais le terme. Le président français a aussi, de manière récurrente, recours au concept de latinité. Il s'agit, dans l'esprit du Général, des racines civilisationnelles communes, latines et chrétiennes, reliant l'Europe, et en particulier la France, à l'Amérique du Sud, les États-Unis s'en retrouvant implicitement exclus. L'indépendance est un autre thème important des discours gaulliens. Il rend partout hommage aux figures des guerres d'indépendance hispano-américaines, Bolívar, Sucre ou encore San Martín. Il met en parallèle le combat de la France pour conserver son indépendance et celui des pays latino-américains auxquels il enjoint de poursuivre leurs efforts. La question de la coopération, en cohérence avec sa dénonciation des hégémonies, est aussi récurrente. De Gaulle propose une coopération et une aide économique exemptes de toute pression politique.

## Déroulement des visites
De Gaulle reste en moyenne un jour dans chaque pays, sauf au Pérou, en Argentine et au Brésil où les visites sont plus longues. Dans chacun des dix pays visités, le programme du président français est peu ou prou similaire. L'arrivée débute par une cérémonie d'accueil. Un ou deux entretiens en tête-à-tête avec le chef d'État local, voire avec les membres du gouvernement jouant un rôle important, sont prévus. Les chefs d'État procèdent à un échange de cadeaux et de décorations. Des dépôts de gerbes, généralement sur les sépultures des héros nationaux sud-américains sont organisés. Le président français donne une allocution devant le pouvoir législatif puis à l'Université. Des dîners solennels au palais présidentiel avec échange de toasts sont programmés. Suivent une visite à l'ambassade française, la présentation des chefs de mission diplomatique, une rencontre avec la communauté française locale ainsi qu'une remise des clés de ville. Il participe aussi à des défilés militaires, au Chili mais surtout au Paraguay, alors sous la férule du dictateur Alfredo Stroessner. Il visite aussi des établissements militaires. Ces visites, dans des pays où les forces armées jouent un rôle politique parfois déstabilisateur, lui ont été reprochées, d'autant plus qu'il n'a pas souvent rendu hommage à l'État de droit, ne visitant que quatre hautes instances judiciaires. 
| Pays      | Localisation                                                | dates                                                                                      | Villes visitées (les capitales sont en gras)                                 | Chefs d'État                                                                             |
| --------- | ----------------------------------------------------------- | ------------------------------------------------------------------------------------------ | ---------------------------------------------------------------------------- | ---------------------------------------------------------------------------------------- |
| Venezuela | Localisation du Venezuela sur une carte d'Amérique du Sud   | 21-22 septembre                                                                            | Caracas (21-22 sept.)                                                        | Raúl Leoni                                                                               |
| Colombie  | Localisation de la Colombie sur une carte d'Amérique du Sud | 22-24 septembre                                                                            | Bogotá (22-24 sept.)                                                         | Guillermo León Valencia                                                                  |
| Équateur  | Localisation de l'Équateur sur une carte d'Amérique du Sud  | 24-25 septembre                                                                            | Quito (24-25 sept.) Guayaquil (25 sept.)                                     | Castro Jijón, Cabrera Sevilla, Gandara Enriquez et Freile Pozzo (junte militaire)        |
| Pérou     | Localisation du Pérou sur une carte d'Amérique du Sud       | 25-28 septembre                                                                            | Lima (25-28 sept.)                                                           | Fernando Belaúnde Terry                                                                  |
| Bolivie   | Localisation de la Bolivie sur une carte d'Amérique du Sud  | 28-29 septembre                                                                            | Cochabamba (28-29 sept.)                                                     | Víctor Paz Estenssoro                                                                    |
| Chili     | Localisation du Chili sur une carte d'Amérique du Sud       | 29 septembre - 3 octobre (de Gaulle navigue du 29 septembre au 1er octobre sur le Colbert) | Arica (29 sept.) Valparaíso (1er oct.) Santiago (1-3 oct.) Rancagua (2 oct.) | Jorge Alessandri Rodríguez (président en exercice) Eduardo Frei Montalva (président élu) |
| Argentine | Localisation de l'Argentine sur une carte d'Amérique du Sud | 3-6 octobre                                                                                | Buenos Aires (3-6 oct.) Córdoba (6 oct.)                                     | Arturo Umberto Illia                                                                     |
| Paraguay  | Localisation du Paraguay sur une carte d'Amérique du Sud    | 6-8 octobre                                                                                | Asunción (6-8 oct.)                                                          | Alfredo Stroessner                                                                       |
| Uruguay   | Localisation de l'Uruguay sur une carte d'Amérique du Sud   | 8-10 octobre                                                                               | Montevideo (8-10 oct.),                                                      | Luis Giannattasio                                                                        |
| Brésil    | Localisation du Brésil sur une carte d'Amérique du Sud      | 13-16 octobre                                                                              | Rio de Janeiro (13, 15-16 oct.) Brasilia (13-14 oct.) São Paulo (14-15 oct.) | Humberto de Alencar Castelo Branco                                                       |

### Venezuela
De Gaulle arrive au Venezuela en provenance de Pointe-à-Pitre en Guadeloupe où il a embarqué à bord de l'avion Caravelle dans lequel il effectue la plupart des étapes de son voyage. Il atterrit le 21 septembre 1964 à l'aéroport Maiquetía qui dessert la capitale Caracas. 
En réponse à l'allocution de bienvenue du président vénézuelien Raúl Leoni, il déclare « Pour la première fois dans l'Histoire, un chef d'État français se rend officiellement en Amérique du Sud ». Il se rend ensuite en cortège dans une voiture décapotable à Caracas. Il s'y exprime devant les membres du Congrès de la République, évoquant la figure de Francisco de Miranda, précurseur des mouvements d'indépendance des Amériques hispaniques, dont le nom est inscrit sur l'arc de triomphe de l'Étoile. Il procède à un échange de décorations avec son homologue vénézuélien, recevant de ses mains l'ordre du Libérateur et poursuit son périple vers la Colombie le 22 septembre dans l'après-midi.

### Colombie
À son arrivée à l'aéroport El Dorado qui dessert la capitale de la Colombie, Bogotá, de Gaulle et sa suite sont accueillis par le président colombien conservateur Guillermo León Valencia. La foule présente brandit des banderoles où est inscrit « À bas les Américains ! ». Le jour suivant alors que le cortège de Gaulle passe devant l'université catholique de Bogotá, des étudiants se précipitent vers sa voiture décapotable, scandant des slogans anti-américains. De Gaulle visite la maison Bolívar et le lycée français Pasteur. Alors qu'il souhaitait s'adresser directement à la foule en espagnol, les autorités colombiennes ne lui en laissent pas la possibilité, lui opposant un refus obstiné sous des prétextes divers,. 
Durant la visite, un avis de recherche du gouvernement est publié dans le quotidien El Tiempo concernant Pierre Chateau-Jobert, dirigeant de l'OAS supposé avoir trouvé refuge dans le pays. Cependant, le 24 septembre, les services de sécurité publient un nouveau communiqué dans lequel ils concluent à l'absence de l'activiste sur le territoire national. 
Au cours du dîner officiel organisé au palais San Carlos, le président colombien commet un lapsus, portant un toast à l'Espagne et non à la France.

### Équateur
Le service du protocole français est confronté à une difficulté en Équateur. Dans chaque pays, un échange de décorations entre chefs d'État est prévu. Et la règle du protocole veut que seul un chef d'État puisse être décoré de la grand-croix de la Légion d’honneur. Cependant, en Équateur une junte militaire a pris le pouvoir. Les quatre officiers qui la composent, le contre-amiral Ramón Castro Jijón, les généraux Luis Cabrera Sevilla et Marcos Gandara Enriquez, et le colonel d’aviation Guillermo Freile Pozzo, désirent tous recevoir la décoration française, ce qui est finalement accepté par leurs interlocuteurs français. Afin d'être concis, tout en respectant l'égalité protocolaire, de Gaulle parle, s'adressant aux quatre hommes forts du pays, de « votre éminente junta ».
À Quito, la capitale de l'Équateur, De Gaulle s'exprime, pour la première fois du voyage, en espagnol. Il s'adresse depuis le balcon du palais Carondelet à une foule réunie sur la place de l'Indépendance : 
« Francia trata de ayudar a los demás a avanzar por el camino de la civilización. Asímismo, el Ecuador y Francia tienen hoy, más que nunca, todo lo que se requiere para un mutuo entendimiento, para avenirse y para cooperar. ¡Viva El Ecuador! »
« la France tâche d'aider les autres peuples à avancer dans la civilisation. Ainsi, l’Équateur et la France ont, aujourd'hui plus que jamais, tout ce qu'il faut pour se comprendre, s'entendre et coopérer. Vive l'Équateur ! »
Avant de partir pour le Pérou, une courte étape mène la suite présidentielle à Guayaquil, principal port et capitale économique du pays, où il prononce une ultime allocution. 
La visite présidentielle est l'occasion pour des étudiants équatoriens de dénoncer la junte militaire. Ils font paraître à Bogotá, puis diffusent clandestinement à Quito, une pièce de théâtre dans laquelle les officiers de la junte et leurs épouses sont moqués pour l'affaire des décorations.

### Pérou

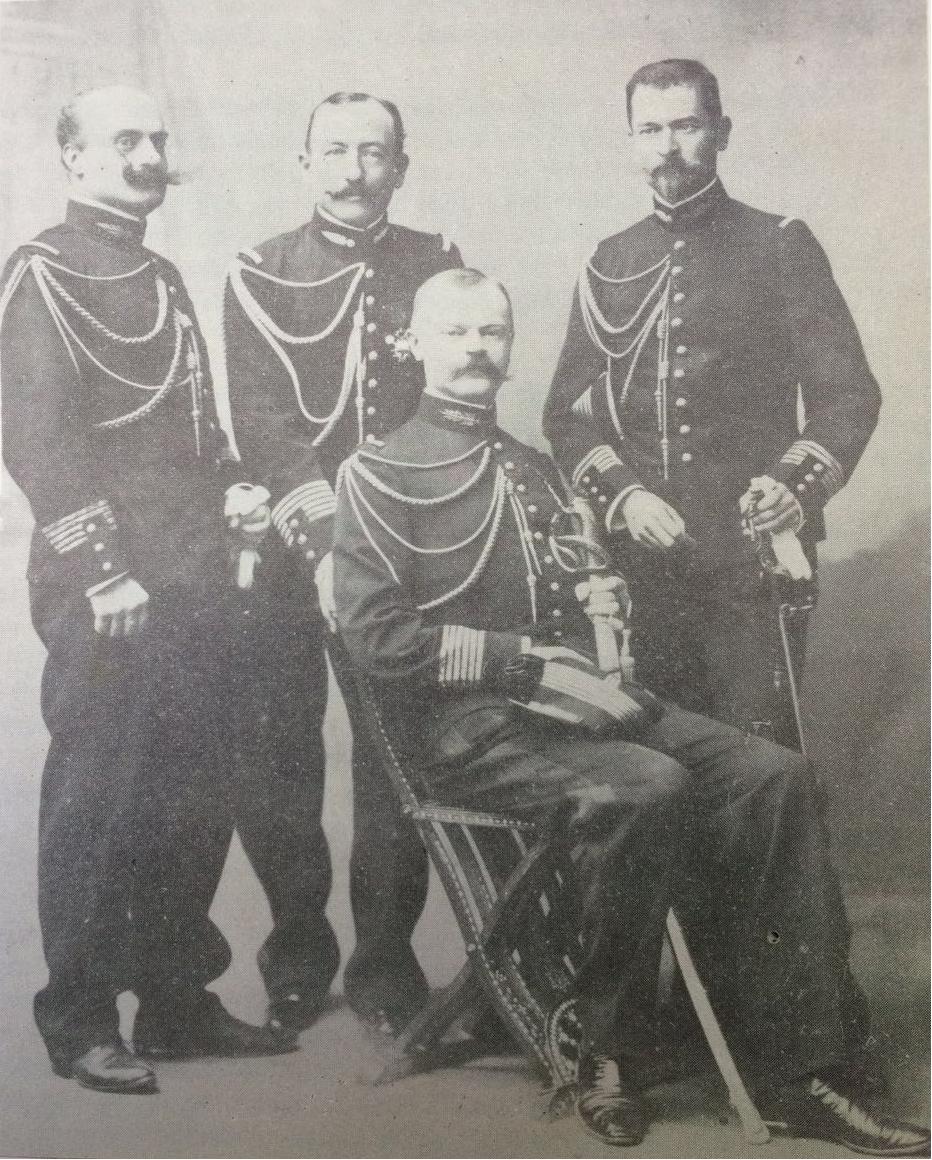
Les officiers de la mission militaire française envoyés au Pérou en 1896 pour réorganiser les forces armées. Cette mission a laissé des traces dans les traditions militaires du pays.

De Gaulle passe, grâce au dimanche, trois jours pleins au Pérou, un séjour plus long que dans les pays précédemment visités. Ceci lui permet de prononcer sept grandes allocutions.
Il est accueilli par le président Belaúnde Terry qui connaît bien la France, où il a étudié, et l'accueille par un discours en français. Les deux hommes font ensuite leur entrée dans la capitale, Lima, par le jirón de la Unión dans une voiture décapotable sous les confettis lancés par la population. Le Président français s'adresse à la foule réunie sur la plaza Mayor :
« Peruanos, Francia, tierra de historia y civilización saluda al Perú, heredero de nobles tradiciones y animado por su afán de renovación. […] ¡Viva el Perú! »
— 

« Péruviens, la France, terre d'histoire et de civilisation salue le Pérou, héritier de nobles traditions et animé par son désir de renouveau. […] Vive le Pérou ! »
Le jour suivant, après avoir rendu hommage aux héros de la guerre d'indépendance péruvienne, il est accueilli par les étudiants de l'université San Marcos aux cris de « Francia sí, yanquis no » (« La France oui, les Yankees non »). La délégation française apprécie tout particulièrement sa visite au centre d'instruction militaire du Pérou qui forme les officiers péruviens. Le centre d'instruction a été dirigé par une mission militaire française chargée de restructurer l'armée péruvienne de 1896 à 1940 et la tradition militaire française y transparaît encore,. Le 27 octobre, il assiste à la messe dominicale en l'église San Pedro et consacre le reste de la journée à rencontrer la communauté franco-péruvienne. Peu avant son départ, des bruits courent sur un coup d'État en Bolivie, sa destination suivante. Il choisit néanmoins de maintenir l'étape et s'envole le 28 pour Cochabamba.

### Bolivie

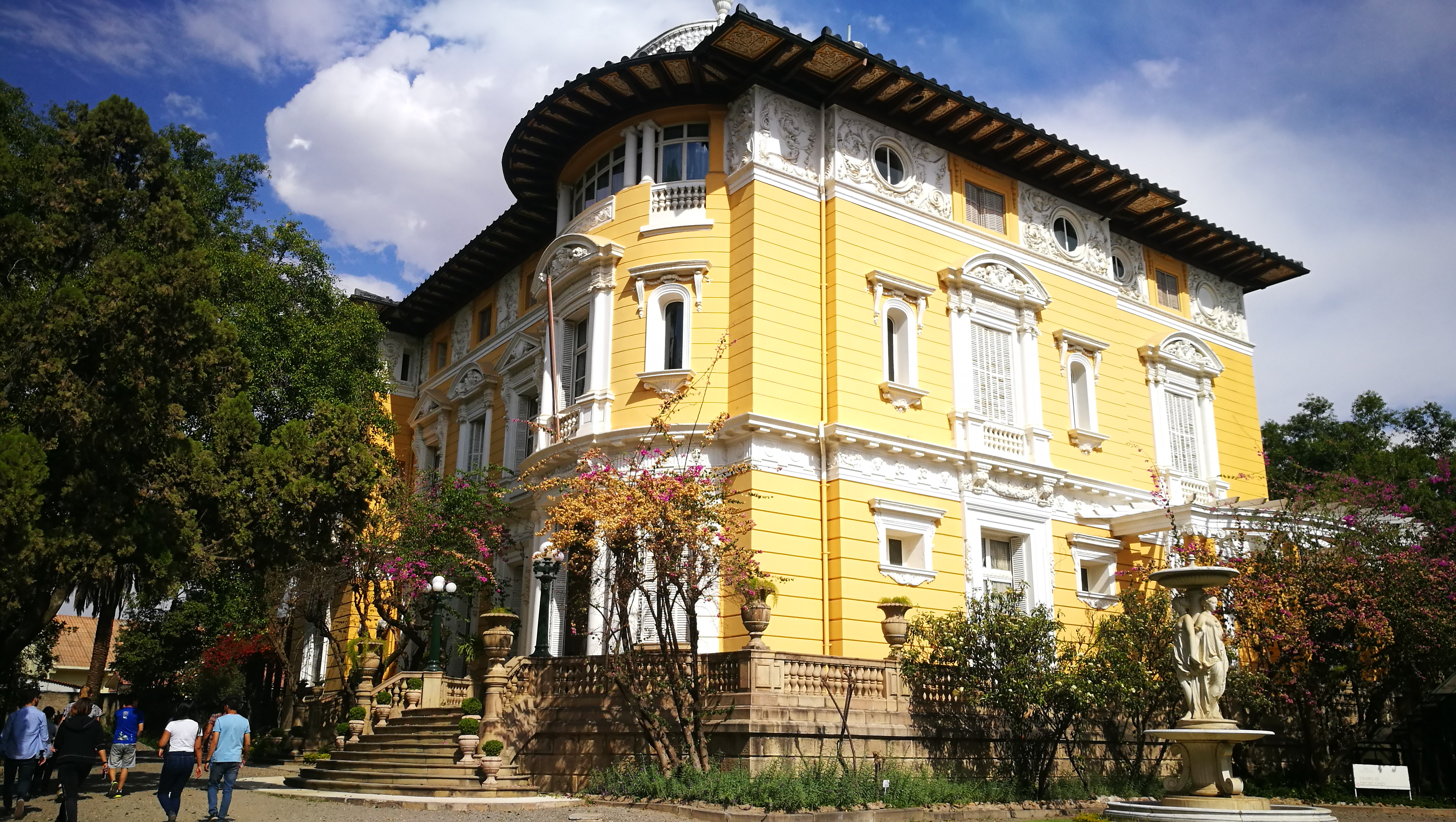
Le palais Portales, que le magnat de l'étain Patiño a fait construire à Cochabamba doit accueillir de Gaulle. Il est restauré en catastrophe peu avant la visite, l'ambassadeur Ponchardier ayant constaté que son toit fuit et qu'il n'a ni eau, ni électricité.

Les médecins du président français, qui a subi une opération de la prostate le 17 avril 1964, craignent que l'altitude de La Paz, la capitale administrative de la Bolivie, dont le centre est situé à 3 600 m d'altitude, mette en difficulté de Gaulle. Il est donc décidé de déplacer sa visite dans la ville de Cochabamba située à 2 570 m d'altitude. Sur place, le président Víctor Paz Estenssoro, élu en 1960, est en difficulté ; en effet, son vice-président, René Barrientos Ortuño, conteste son autorité.
Dominique Ponchardier, entré dans la Résistance dès 1940 et auteur de la série policière Le Gorille, a été nommé ambassadeur de France en Bolivie en 1964. D'après l'amiral René Besnault, cette nomination est certainement liée à la présence en Bolivie de nombreux anciens nazis (dont Klaus Barbie). Le président lui témoigne lors de sa visite une « familiarité rare et flatteuse ». Lorsque Ponchardier se rend à Cochabamba, peu de temps avant l'arrivée de la délégation française, rien n'est prêt. Le palais Portales où doit être hébergé de Gaulle est vide, son toit fuit, il n'a ni eau, ni électricité. Par ailleurs, l'aérodrome et les routes d'accès sont parsemés de nids-de-poule. Cependant, une réconciliation nationale provisoire survient entre le président Estensorro et son vice-président, de sorte que la visite s'effectue dans de bonnes conditions,.
L'ambassadeur Ponchardier a fait une description de l'accueil du président français par la foule, majoritairement amérindienne, :

« Sur la place de l'hôtel de ville s'écrasait un peuple bigarré de vêtures et de coiffures délirantes. […] Le Général était un peu fasciné par cet organisme vivant devenu muet en sa présence, sauf pour l'îlot aux ponchos fauves des joueurs frénétiques de zampoñas et de quenas […]. Les flûtes de Pan et les flûtes droites, taillées au couteau dans les roseaux, déchiraient les lèvres des musiciens. Ils alternaient Marseillaise et Marche lorraine, façonnées à l'Altiplano alors que le sang dégoulinait de leurs instruments. C'était farouche, presque terrible. »

— Dominique Ponchardier, La mort du condor
De Gaulle s'adresse ensuite à la foule en espagnol depuis les balcons de l'alcaldía. Une diablada, danse traditionnelle des hauts plateaux des Andes représentant l'affrontement entre les forces infernales et celles des anges, est ensuite lancée en son honneur. Le pittoresque de cette courte escale à Cochabamba semble avoir marqué la délégation française, la femme de Georges Galichon la décrit ainsi : « Deux rangs de cavaliers munis de hallebardes escortaient la voiture du Général. C'était une cavalcade invraisemblable, on était serré, les drapeaux flottaient partout, des voitures françaises suivaient les chevaux. La foule descendue des montagnes n'était guère habituée à ce genre de cohue. »
Si la visite du président français se déroule dans le calme, ce n'est en réalité qu'un bref intermède dans la période d'instabilité que traverse le pays : le président Víctor Paz Estenssoro est renversé par son vice-président René Barrientos en novembre 1964.

### Chili

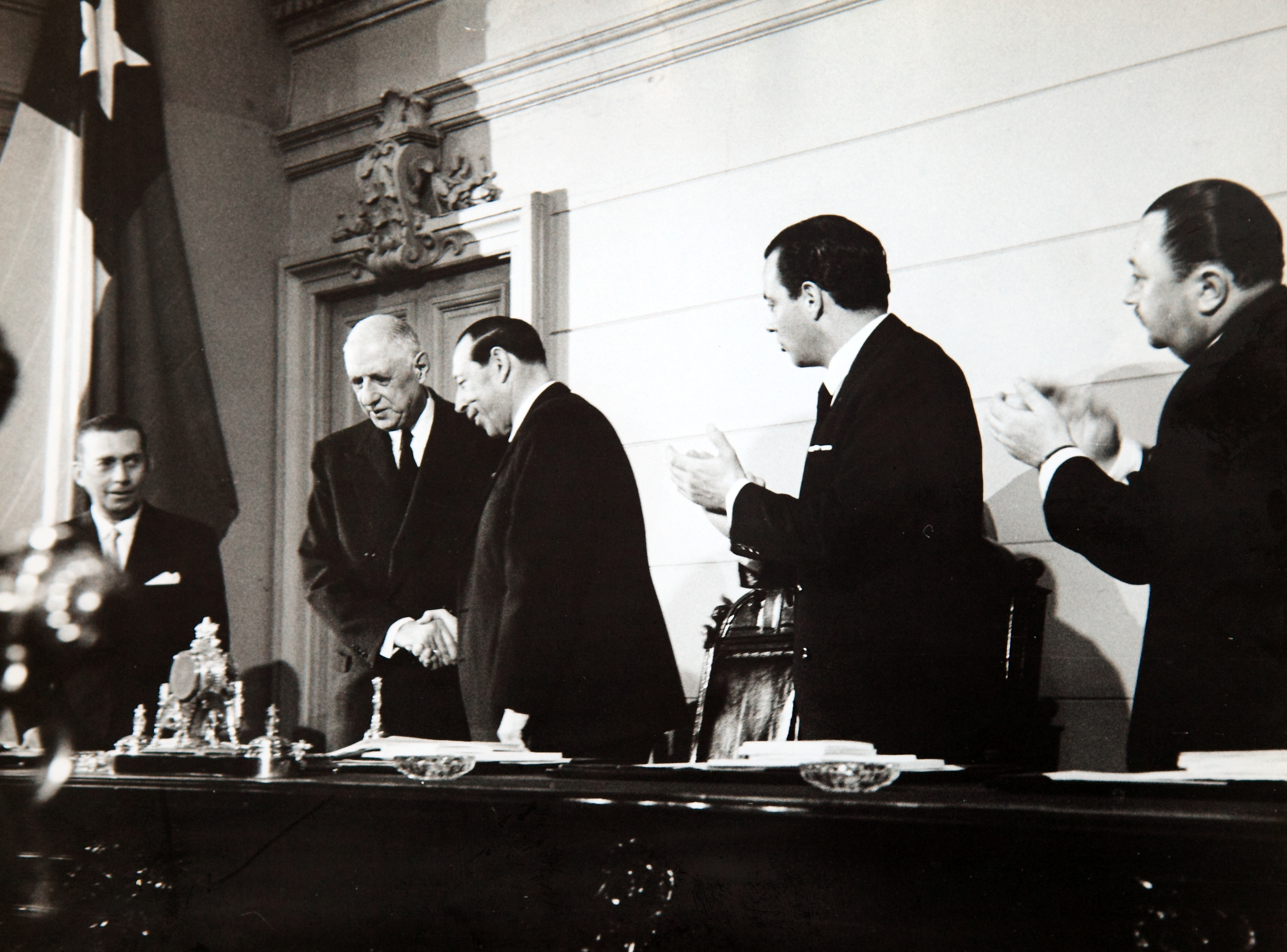
Réception de Charles de Gaulle au Congrès national du Chili.

La visite de de Gaulle au Chili n'a été programmée que tardivement. Elle s'effectue au lendemain de l'élection d'Eduardo Frei à la présidence, le président Alessandri étant encore en fonction. De Gaulle doit donc composer avec deux interlocuteurs. Le Chili est alors considéré, avec l'Uruguay, comme l'une des deux démocraties fonctionnelles d'Amérique du Sud. Cette visite est donc perçue comme importante par la diplomatie française. Frei, un démocrate chrétien, a un programme de réformes ambitieux et est très populaire. Il existe une communauté de vues entre ce dernier et de Gaulle qui se traduit sous son mandat par un resserrement des liens avec la France. Aussi, le programme de visite du président français insiste sur les discussions avec Frei plus que sur celles avec son prédécesseur Alessandri, un conservateur désabusé à l'issue de son mandat. Comme partout en Amérique du Sud, de Gaulle, l'homme du 18 Juin, a l'aura du « libertador » au Chili. Sa visite est favorablement perçue par les communistes chiliens, qui occupent une position importante dans le pays. Ils voient en de Gaulle une figure anti-impérialiste et anti-fasciste. Salvador Allende, qui a obtenu, avec le soutien des communistes, 38,9 % des voix à l'élection présidentielle de 1964, estime que « la politique du Général de Gaulle […] correspond à la vision d’un chef d’état qui souhaite voir l’Amérique Latine […] se libérer d’une tutelle qui pèse sur une grande partie du monde occidental et aussi, au point de vue économique, se rapprocher non seulement de l’Europe occidentale mais aussi du monde socialiste ». 
De Gaulle atterrit, en provenance de la Bolivie, le 29 septembre 1964 à l'aéroport de Chacalluta à Arica, à l'extrême nord du Chili. Il y est reçu par le ministre des Affaires étrangères Julio Philippi et le maire de la ville. L'ambassadeur français au Chili Christian Auboyneau rapporte que la moitié des habitants d'Arica vient le saluer à son arrivée. Il embarque peu après à bord du croiseur Colbert à destination de Valparaíso. Ce trajet maritime de 900 milles cap au sud, le long de la côte chilienne, lui permet de se reposer et de signer plusieurs lois et décrets qui paraissent quelques jours plus tard au Journal officiel avec la mention « Fait à bord du Colbert. C. de Gaulle. » Il en profite aussi pour corriger les épreuves du De Gaulle de François Mauriac. Il fait sa seule apparition publique à bord à l'occasion de la messe dominicale.
Le quatre-mâts goélette Esmeralda, navire-école de la marine chilienne vient saluer l'arrivée du Colbert à Valparaiso le 1er octobre, de Gaulle est reçu par le président Alessandri, les deux chefs-d'État sont acclamés par la foule sur la place principale de la ville. Le convoi avance lentement, ralenti par la population qui souhaite saluer de Gaulle, ce qui met de mauvaise humeur le ministre des Affaires étrangères Couve de Murville, inquiet pour la sécurité. De Gaulle est en revanche ravi de ce contact prolongé avec la population. Après 1 h 40 de route, les Français arrivent dans la capitale, Santiago. Le président français est hébergé au palais Cousiño, la résidence des invités du gouvernement. Il visite l'université du Chili, a un entretien avec le président élu Frei, ainsi qu'avec le président Alessandri à La Moneda. Il participe à un dîner de gala à la fin duquel il se montre au balcon pour saluer la foule qui a patienté pour le voir apparaître tard dans la nuit. Le 2 octobre, il s'entretient avec le président de la Cour suprême, se rend au congrès et à l'Alliance française. Dans l'après-midi, il part pour Rancagua, à 87 km au sud de Santiago afin de participer à la commémoration du cinquantenaire de la bataille de Rancagua, date importante de la guerre d'indépendance du Chili. De Gaulle prononce une brève allocution dans le stade municipal. L'ambiance tient, selon Le Monde, « de la fête champêtre et de la corrida ». Le discours présidentiel est « haché d'applaudissements frénétiques. Il aurait aussi bien pu réciter la table de multiplication. Le public bon enfant et joyeux lui était évidemment acquis d'avance »,. Le lendemain, les Français décollent de Santiago pour l'Argentine.  
Selon Le Monde daté du 2 octobre, « l’étape chilienne a été la plus fructueuse jusqu’à maintenant ». Un éditorial du Figaro daté du même jour souligne que « [s]i effectivement on peut parler de tourisme de Caracas à Cochabamba, on peut dire que les choses sérieuses commencèrent à Santiago. C’est là que l’expédition acquit une signification réellement politique. ». Eduardo Frei rend lui-même visite à de Gaulle en France en juillet 1965 et les relations entre les deux pays restent fortes jusqu'au départ du Général.

### Argentine

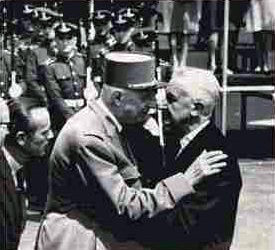
Le président argentin Arturo Umberto Illia recevant de Gaulle lors de sa visite en Argentine.

La visite en Argentine s'effectue dans un contexte politique particulier. De fortes tensions existent entre le pouvoir en place d'Arturo Umberto Illia et les partisans de l'ancien président Juan Perón, exilé depuis 1955, dont le mouvement interdit ne peut présenter de listes aux élections. Par ailleurs, le pays compte une importante communauté française. Parmi ces émigrés, un certain nombre d'anciens vichystes partis en Amérique du Sud après la guerre mais pour l'essentiel inactifs dans le champ politique. Au moment de l'indépendance de l'Algérie en 1962, des Pieds-noirs se sont installés en Argentine. Parmi eux, des anciens de l'OAS dont le général Gardy, le colonel Gardes et le capitaine de Gorostarzu. Ils ont reçu une assistance argentine et française pour établir des exploitations agricoles, souvent dans des régions très isolées, notamment en ce qui concerne le général Gardy et ses proches à Misión Tacaaglé, une petite communauté agricole non loin de la frontière avec le Paraguay. Ces deux éléments font craindre des incidents pendant le séjour de de Gaulle. 
De Gaulle arrive à Buenos Aires, la capitale d'Argentine, le 3 octobre. Immédiatement, les péronistes saisissent l'occasion que représente sa visite pour sortir de l'invisibilité dans laquelle le pouvoir en place les maintient. Lors de son premier bain de foule, place de France, de Gaulle est entouré de militants péronistes. Ils arborent des portraits du président exilé, associent les deux hommes dans leurs slogans : « Perón, de Gaulle, le même combat », « Perón, de Gaulle, troisième voie ». De nouvelles manifestations péronistes ont lieu à sa sortie du Congrès alors que la population est venue l'acclamer. La stratégie des péronistes, qui ont imprimé clandestinement des milliers d'affiches de Perón, prend de surprise la police locale chargée du service d'ordre du président français.  
Les autorités argentines reprennent ensuite la main, les journées du 4 et du 5 octobre se déroulent sans incident au prix d'un quadrillage et d'un filtrage serré des lieux où de Gaulle se rend. À la faculté de droit de Buenos Aires où de Gaulle doit rencontrer la jeunesse estudiantine, il prononce son discours devant un parterre de fonctionnaires publics convoqués pour faire nombre. De Gaulle se rend aussi dans une estancia des environs de Buenos Aires où il assiste à des rodéos, « manifestation de la civilisation du gaucho », une activité qui semble l'avoir profondément ennuyé. Un poulain lui est offert, « cadeau qui allait quelque peu embarrasser les services diplomatiques chargés de faire parvenir l’animal à destination ». Le dernier jour de son séjour à Buenos Aires, une réception est organisée à l'ambassade de France. Parmi les nombreux invités que de Gaulle rencontre, l'autrice Victoria Ocampo et une délégation de pieds-noirs de Mostaganem récemment installés en Argentine avec l'aide matérielle de la France. 
Le 6 octobre, le Président se rend à Córdoba afin d'y visiter l'usine IKA qui construit des automobiles Renault. Cette dernière étape de son voyage argentin est marqué par d'importants troubles entre péronistes et forces de l'ordre. On dénombre quatre blessés par balle ainsi que de nombreuses interpellations et détentions. Le président français s'envole ensuite directement pour le Paraguay. 
Cette agitation péroniste a contribué à semer le trouble sur les intentions du président français dans certains milieux. Des rumeurs se mettent à circuler dans l’extrême droite catholique sur une alliance de Gaulle - Perón visant à permettre le retour d'exil de ce dernier et à mener conjointement une politique « nassériste » favorisant l'implantation du communisme dans le pays. Cette rumeur, sans fondement, a eu des échos dans les milieux conservateurs argentins et aurait induit l’état-major argentin à prendre ses distances avec de Gaulle. L'ambassadeur français Christian de Margerie note que le gouvernement du président Illia ressort fragilisé de la visite, incapable de résoudre la question de la réintégration des péronistes dans la vie publique tandis que le « parti militaire » ronge son frein. 
Il ne semble en revanche pas y avoir pas eu de velléités d'action violente de la part des Français opposants à de Gaulle résidant en Argentine. Souvent isolés géographiquement et dans une situation matérielle précaire, ils font profil bas.

### Paraguay

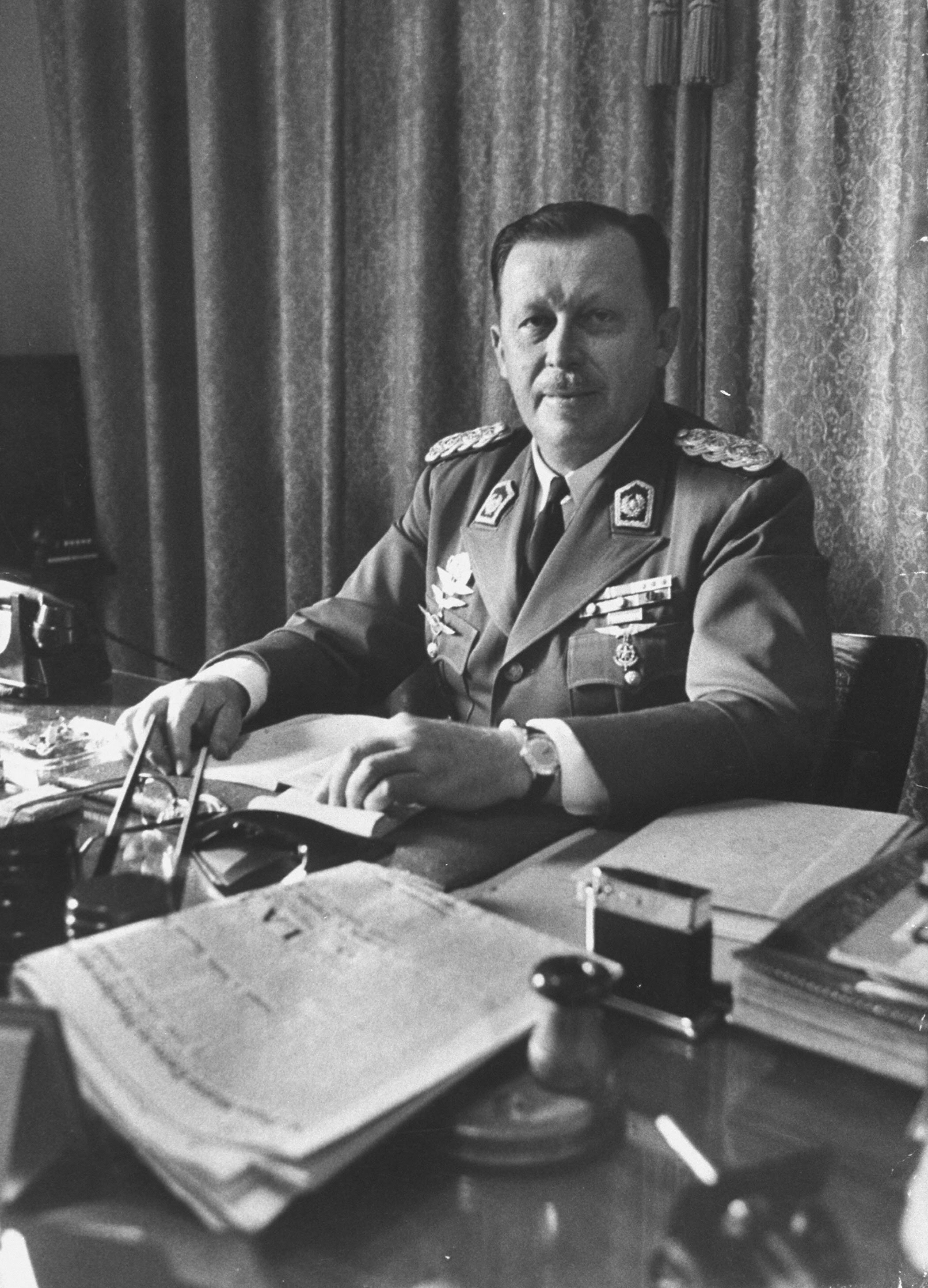
Le dictateur Alfredo Stroessner instrumentalise la visite du président français pour légitimer son pouvoir autocratique sur le Paraguay, pays qu'il dirige depuis 1954.

Le général Stroessner, qui a mis en place un régime autocratique au Paraguay en 1954, entend se servir de la visite diplomatique française pour valoriser son régime et sa personne. L'occasion est importante puisque de Gaulle est le premier chef d'État non limitrophe à se rendre en visite officielle dans le pays depuis sa prise de pouvoir. Stroessner tient le pays d'une main de fer grâce au contrôle de l’armée, de l’appareil d’État et du Colorado, le parti de masse qui encadre la population. 
Les deux journées de visite du président français à Asuncion, la capitale, sont donc parfaitement orchestrées. Il n'y a pas de dispositif de sécurité imposant, l'opposition, brutalement réprimée, n'étant pas en mesure de mener des actions. Le régime met en scène les deux chefs d'État côte-à-côte, induisant l'idée d'une intimité entre les deux hommes. Contrairement aux autres visites du voyage, de Gaulle ne rencontre pas au Paraguay le pouvoir législatif, ne visite pas d'universités ou d'entreprises. Le parti Colorado organise des manifestations de masse, mettant à contribution écoles, armée, voisinages. Afin de susciter un accueil chaleureux, le régime octroie des congés aux fonctionnaires. De fait, le contact du président français avec la population est, selon l'ambassadeur français, « exceptionnellement exubérant, joyeux et bon enfant ». De Gaulle ne marque pas de volonté de se démarquer de l'instrumentalisation que le régime Stroessner, particulièrement brutal, fait de sa visite. Il est en cela fidèle à ses principes de réalisme politique en matière de relations internationales, jugeant qu'il est nécessaire de lier des relations avec une multiplicité de régimes.

### Uruguay
La Caravelle présidentielle atterrit à l'aéroport de Carrasco qui dessert Montevideo, la capitale de l'Uruguay, le 8 octobre au matin sous une pluie battante. De Gaulle est accueilli par le président du Conseil national du gouvernement, Luis Giannattasio. Malgré les intempéries, une foule nombreuse — les journalistes du Monde évoquent des centaines de milliers de personnes — se masse au passage de son cortège qui l'amène vers la capitale du pays,. La rencontre avec les anciens des Forces françaises libres est l'un des temps forts de la visite. En effet, le pays a compté un volontaire FFL pour 2 000 habitants. Ces derniers lui offrent une cravache sur laquelle est inscrit en lettres d'argent « Sur les ennemis de la France, tapez dur. ». 
Le 10 octobre, après une cérémonie d'adieux sur le môle d'escale, de Gaulle appareille pour le Brésil à bord du Colbert, qui est passé du Pacifique à l'Atlantique en traversant le détroit de Magellan.

### Brésil

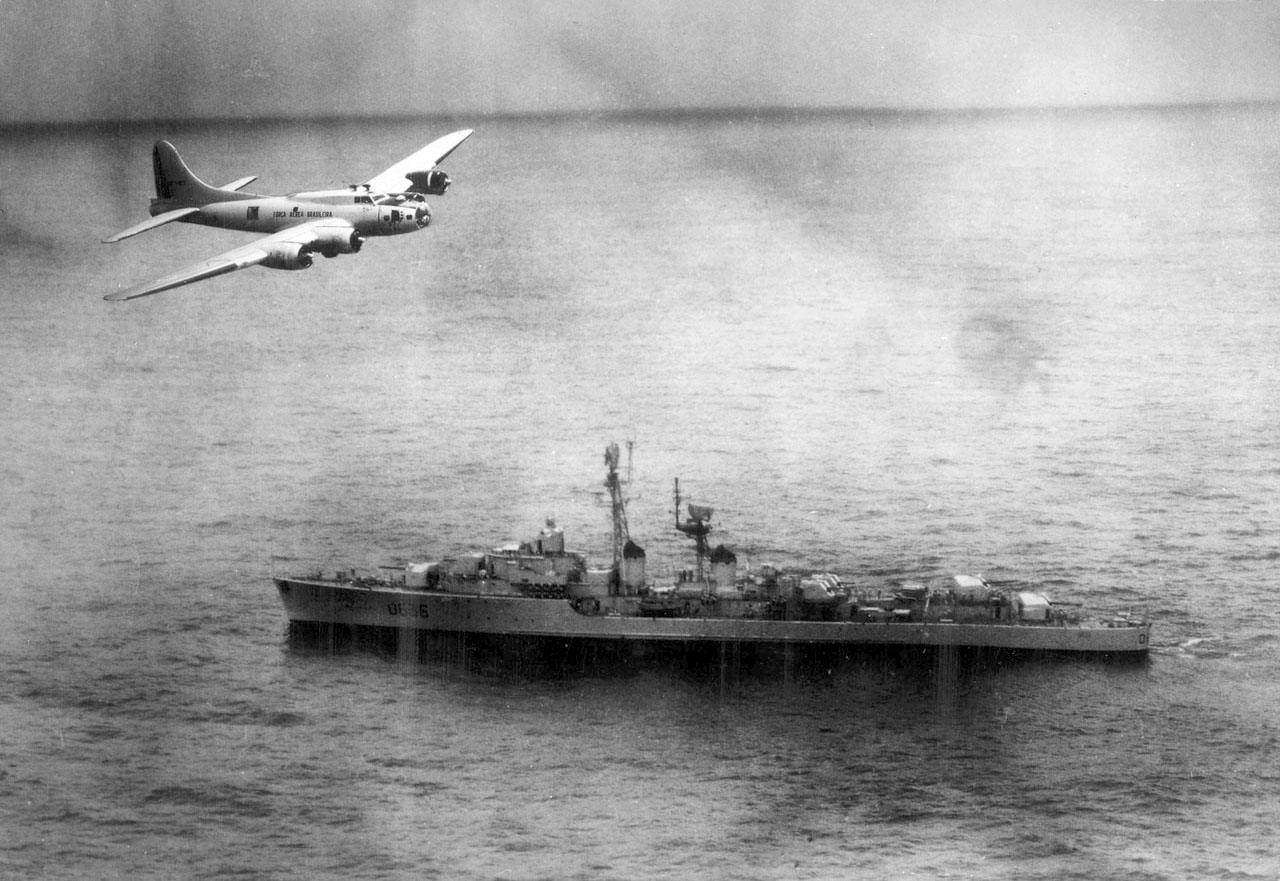
Un bombardier B-17 de la force aérienne brésilienne survolant l'escorteur français au large du Brésil pendant la guerre de la langouste. Ce différend a envenimé les relations franco-brésiliennes en 1963.

Le Brésil n'était initialement pas une étape prévue dans le programme de visites du président français en raison du conflit de la langouste, un différend portant sur la pêche française à proximité des eaux du Brésil, qui empoisonne les relations entre les deux pays à partir de 1961. Lors de négociations avec l'ambassadeur du Brésil en France Carlos Alves de Souza Filho, ce dernier, convaincu par l'argumentaire français déclare à la presse que « le Brésil n'est pas un pays sérieux ». Cette phrase, erronément attribuée à de Gaulle, a un large écho au Brésil. Le président brésilien João Goulart finit néanmoins par adresser une lettre d'invitation à de Gaulle en janvier 1964. Il est cependant renversé par une junte militaire dirigée par Castelo Branco qui, avec le soutien des États-Unis, prend le pouvoir le 1er avril 1964. Ce dernier renouvelle l'invitation mais la situation intérieure est instable lors de la visite présidentielle et les relations entre les deux pays restent détériorées.   
À l'arrivée du Colbert dans la rade de Rio, le gouverneur de l'État de Guanabara, Carlos Lacerda, refuse de venir l'accueillir. Le Parti des travailleurs de Goulart, le président destitué, incite quant à lui la population à descendre dans la rue pour saluer le président français et ainsi « manifester l'admiration du Brésil envers la France et la liberté » ce qui n'est pas du goût du pouvoir militaire. Le 13 octobre, de Gaulle se rend à Brasilia, la capitale inaugurée en 1960, il y visite le Congrès, le palais du Planalto et l'université de Brasilia. Le 15 octobre, de Gaulle visite à São Paulo deux usines, la COSIPA (métallurgie) et les ateliers du constructeur automobile Simca. L'après- midi, il revient à Rio où il prononce un discours à l'école d'état-major. Les nouvelles provenant d'URSS, où Khrouchtchev a été forcé à la démission, font passer au second plan la dernière journée du voyage présidentiel. Charles de Gaulle s'envole pour la France en Boeing le 16 octobre.

## Suites et conséquences

### Médiatisation
Le voyage présidentiel fait l'objet d'une importante couverture médiatique française. Quarante-quatre envoyés spéciaux suivent de Gaulle à bord d'un DC-6. Parmi ceux-ci, Marcel Niedergang et André Passeron pour Le Monde, Denis Périer Daville, Michel Bassi et Daniel Garric du Figaro. L'Office de radiodiffusion-télévision française (ORTF), qui occupe alors une position de monopole sur le paysage audiovisuel français, et dont de Gaulle a fait un puissant instrument de communication à son service, consacre une émission spéciale au voyage. Le reportage offre des gros plans sur le Général. Le commentateur, Jean Lanzi, encense « un voyage extraordinaire ». L’événement est aussi amplement couvert par la presse sud-américaine. Les articles, dessins de presse et ouvrages  sud-américains consacrés à la visite sont de manière générale empreints de respect pour le président français et d’intérêt pour son action politique. En Argentine, la visite présidentielle est assez longue pour voir apparaître des « degolitos », néologisme formé par analogie avec les « futbolitos », les brèves sur le football. L’événement est aussi largement couvert par la presse nord-américaine, mais au contraire de son homologue sud-américaine, celle-ci est largement hostile à de Gaulle. Au vu du faible nombre de courriers des lecteurs, il semble cependant que la visite n'intéresse qu'assez marginalement le public aux États-Unis.

### En Amérique latine

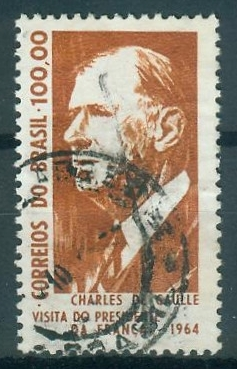
Timbre brésilien de 1964 commémorant la visite de Charles de Gaulle.

À court terme, le périple sud-américain du Général se traduit par un significatif regain d’intérêt pour la France en Amérique du Sud. De Gaulle parvient à rassembler autour de sa personne :

« Le général de Gaulle est le champion de l'identification. Les Vénézuéliens l'identifiaient à 
Bolivar. Voici que les Argentins l'identifient à 
Perón. D'autres, à travers le monde l'ont identifié à Tito, à La Fayette, à Ben Bella, à Khrouchtchev, à 
Napoléon, à Franco, à Churchill, à Mao, à 
Nasser, à Frédéric Barberousse, sans oublier Jeanne d'Arc et Georges Clemenceau.
C’est le Protée de l’histoire, le Fregoli de la politique. Il parle toutes les langues, prend tous les visages, joue tous les rôles. »

— Robert Escarpit, Le Monde
Dans plusieurs pays, des timbres à l'effigie de Charles de Gaulle sont émis pour commémorer sa visite. C'est en particulier le cas au Paraguay où plusieurs timbres mettent en scène le dictateur Stroessner et de Gaulle côte-à-côte.
L'accueil des populations est cependant inégal d'un pays à l'autre comme l'indique Le Monde : « sympathique sans excès à Caracas, fervent et grave à Bogotá, exubérant et débridé à Quito, curieux et distingué à Lima, émouvant à Cochabamba. ». D'ailleurs, en Bolivie et en Équateur, une majorité de la population, d'ascendance amérindienne, ne comprend pas ses discours en espagnol, qui n'est pas leur langue natale. Au Brésil, la visite de Charles de Gaulle est estompée par l'annonce de la démission de Khrouchtchev tandis qu'en Argentine, elle est instrumentalisée et perturbée par l'opposition péroniste. 
Par ailleurs, si certains thèmes des discours du président français sont bien reçus — c'est le cas de l'appel à la coopération, à l’indépendance et à la liberté des peuples à disposer d'eux-mêmes —, d'autres ne le sont pas partout. Ainsi en est-il des propos de de Gaulle sur les « hégémonies » et la troisième voie qui visent directement la mainmise des États-Unis sur l'Amérique latine. Plusieurs chefs d'État ont à cœur de souligner qu'ils entretiennent d'excellentes relations avec le voisin nord-américain et qu'ils n'entendent pas infléchir leur politique étrangère. Ainsi, le président chilien Alessandri répond à de Gaulle que les relations du pays avec les États-Unis ne sont « pas du tout mauvaises » et que le pays dépend beaucoup de l'assistance économique américaine. Le président colombien Valencia choque les élites de son pays par sa louange excessive de l'excellence des relations américano-colombiennes. Quant au président péruvien, il fait valoir que « Certes, nous aimons la France. Nous sommes à la fois intéressés et flattés par la visite du général de Gaulle. Mais la réalité s’impose : nous dépendons, pour l’aide extérieure, des États-Unis qui contrôlent, par ailleurs, directement ou indirectement, une partie importante de notre production ». La conception gaullienne de la « latinité » ne fait pas non plus l'unanimité, surtout dans les pays où l'élément amérindien est prédominant. En mettant l'accent sur les liens entre le Vieux Continent et l'Amérique, le tout sur un fond clérical, de Gaulle est en porte-à-faux avec les constructions identitaires locales qui mettent en valeur les références aux origines amérindiennes, africaines au Brésil, pays qui vient de remporter la coupe du monde grâce à Pelé, un joueur noir et où le tropicalisme est en vogue.  
Paradoxalement, de Gaulle, perçu à droite sur le Vieux Continent, reçoit en Amérique latine l'admiration de penseurs classés à gauche, la droite restant plutôt sur une position pro-américaine. Le régime castriste de Cuba voit d'un très bon œil le voyage du président français, les bandes d'actualités du pays retracent dans le détail les visites, l'ambassadeur cubain en France regrettant simplement que le chef d'État ne se soit pas arrêté à La Havane.

### Aux États-Unis
Les Américains suivent de près la visite française. Il a existé une véritable rivalité entre Kennedy et de Gaulle dans le domaine des voyages présidentiels. Le chef d'État américain multiplie en effet les visites à l'étranger. Son Ich bin ein Berliner prononcé en juin 1963 sous les ovations des Berlinois est passé à la postérité, mais il effectue aussi plusieurs visites en Amérique latine. Les observateurs français comme américains ne manquent donc pas de comparer les performances des deux présidents sur ce continent. Ainsi, Le Monde insiste sur le fait que « de l'avis général, l'accueil réservé […] par la capitale colombienne au général de Gaulle dépasse de loin celui qui avait été fait au président Kennedy ». Symétriquement, la CIA rapporte dans un document qu'« en général, de Gaulle a attiré des foules importantes et amicales mais, au Venezuela et en Colombie, elles étaient deux fois moins nombreuses que lors de la visite du président Kennedy en 1961 ». Les représentations diplomatiques américaines reçoivent pour instruction de ne pas réagir à la visite française. Initialement, le gouvernement du président Lyndon B. Johnson craint que la visite française ne cause des difficultés en raison de la tonalité antiaméricaine de ses discours. Cependant, les services américains notent que de Gaulle reste assez allusif dans ses critiques. Ainsi, il n'évoque jamais la crise cubaine au cours de ses visites. Ces mêmes sources notent par ailleurs que dans aucun pays sud-américain, les investissements français ne représentent plus de 10 % de l’ensemble des investissements étrangers, et que les liens commerciaux de la France sont de fait inférieurs à ceux de l'Allemagne de l'Ouest ou du Royaume-Uni dans la région. Il leur apparaît donc que la France n'a pas les moyens d'y concurrencer sérieusement l'influence américaine.

### À plus long terme
La visite marque le début d'une ère nouvelle dans les relations France - Amérique du Sud mais l'Hexagone n'a pas les moyens de ses ambitions. Certains ont pu se demander, à l'instar d'Étienne Burin des Roziers, le secrétaire général de la présidence qui accompagne de Gaulle, si le voyage présidentiel n'a pas constitué un « feu de paille ». Le journaliste et historien Paul-Marie de La Gorce souligne aussi, cinq ans après la visite, que « bien que cette politique ait donné à la France un très grand prestige en Amérique latine, repoussée par les autres puissances européennes, elle demeura plus une intention qu’une réalité ».
Sur le plan politique, l'impact est indiscernable. Les années suivant la visite présidentielle voient la multiplication des régimes autoritaires en Amérique latine. Les républiques sud-américaines, devant faire face à de multiples difficultés économiques, augmentent leur dépendance vis-à-vis du protecteur nord-américain. Les efforts de Charles de Gaulle pour promouvoir une Amérique du Sud multipolaire sont donc un échec.
L’effort financier français en Amérique du Sud, bien que limité, est réel. L'aide française triple en Amérique latine durant les années 1960, la France parvenant presque à rattraper l'Allemagne de l'Ouest sur ce plan. La France remporte peu de contrats à la suite de la visite. Des entreprises françaises obtiennent le marché du métro de Mexico,  mais il n’y a pas de suite aux projets de coopération nucléaire franco-brésilienne et le contentieux avec ce pays concernant les droits de pêche, qui avait mené à la guerre de la langouste, n'est pas résolu.
Les résultats de la visite se situent plutôt dans le domaine de la coopération technique et dans celui de la culture. Le lycée franco-argentin Jean-Mermoz est inauguré en 1969. Des accords de coopération technique sont signés, par exemple en Uruguay dans les domaines de la sylviculture et de la formation agricole. Mais, dans ce pays comme en Bolivie, les accords sont freinés par les lenteurs de l'administration.
Parmi les enseignements que de Gaulle tire de son voyage sud-américain se trouve la nécessité d'une action politique européenne commune capable de se mesurer à l'influence américaine. Il indique ainsi dans un message adressé au chancelier allemand Konrad Adenauer : « Je rentre en effet de mon voyage en Amérique du Sud convaincu qu’il appartient à l’Europe de jouer un grand rôle sur ce continent auquel elle est attachée par tant d’intérêts, d’amitiés et de traditions ». 
L'historien Maurice Vaïsse insiste sur le fait que « le mérite du Général est d’avoir perçu « un moment psychologique particulier du continent sud-américain » et d’avoir semé un message d’espoir ». Message d'espoir que rappelle Régis Debray à de Gaulle en 1967, lorsque condamné à trente ans d'emprisonnement en Bolivie pour sa participation au foco guérillero de Che Guevara, il lui écrit que « La dignité qu’ils cherchent à retrouver pour eux-mêmes et pour leur pays, votre nom l’incarne […]. Dans les montagnes, quand on écoute, le soir, autour du feu, les radios étrangères, on est heureux de capter la voix de la France qui, lointaine, inintelligible pour beaucoup, discordante parfois, alimente néanmoins l’espoir ».